# Banihāl
Banihāl är en ort i Indien.   Den ligger i unionsterritoriet Jammu och Kashmir, i den norra delen av landet, 600 km norr om huvudstaden New Delhi. Banihāl ligger 1 649 meter över havet och antalet invånare är 3 278.
Terrängen runt Banihāl är bergig åt nordväst, men åt sydost är den kuperad. Banihāl ligger nere i en dal. Runt Banihāl är det ganska tätbefolkat, med 179 invånare per kvadratkilometer. Närmaste större samhälle är Vernāg, 12,3 km norr om Banihāl. Trakten runt Banihāl består till största delen av jordbruksmark.